# Stewart Blacker
Latham Valentine Stewart Blacker OBE (1887-1964) fue un oficial del Ejército británico e inventor de armas.
Inventó la bombarda Blacker, puso la base del PIAT —ambos basados en el mortero de espiga— y el petardo Ayre. El mortero de espiga antisubmarino Erizo fue desarrollado a partir de la bombarda Blacker.

## Biografía
Descendiente de Valentine Blacker (1778–1823), él nació en Cheshire y fue hijo del Mayor Latham Blacker del Ejército Indio Británico. Se educó en el Cheltenham College y la Bedford School, antes de asistir a la Real Academia Militar de Sandhurst. Al terminar sus estudios militares en 1907, obtuvo un puesto en el Ejército Indio Británico.
Sirvió en Afganistán, Turquestán y Rusia, obteniendo varias menciones en los despachos. Hizo su servicio en el 69.º Regimiento Punjabí, el Cuerpo de Guías de la Reina y el 4º Regimiento de Infantería del Punjab.
Aprendió a pilotear en 1911, recibiendo el Certificado No. 121 del Real Club Aéreo. Al inicio de la Primera Guerra Mundial, fue agregado al Royal Flying Corps. Fue derribado y herido en 1915, 1916 y 1917. Fue nombrado Oficial de la Orden del Imperio Británico en 1921, por su servicio en Persia.
Después de la guerra empezó a desarrollar armas, financiando las investigaciones con su propio pecunio. Entre 1924 y 1928 sirvió en el Cuartel General Imperial. Se casó con Lady Doris Peel, hija de William Peel, 1.er Earl Peel, ex Secretario de Estado para la India.
Luego de su paso a retiro del Ejército Indio Británico con el rango de Mayor en 1932, fue comisionado a la 58.ª Brigada de Campaña (Home Counties) de la Royal Artillery (Ejército Territorial).
En 1933 tomó parte de la expedición financiada por Lady Houston para sobrevolar el Monte Everest. Organizó el evento con el Coronel Etherton y fue el observador jefe, escribiendo un libro titulado First over Everest.

Miembros de la Home Guard de Saxmundham se preparan a disparar una bombarda Blacker durante un entrenamiento con instructores del War Office.

Al inicio de la Segunda Guerra Mundial, él era un Teniente-Coronel. Llevó sus armas a sus contactos en el War Office y estos le presentaron al Mayor Millis Jefferis, que lo contrató y lo envió al Castillo de Coates en Coates, West Sussex, en donde desarrolló su bombarda Blacker, un mortero de espiga. Fue adoptado brevemente por el Ejército británico, antes de ser redesplegado con la Home Guard.
Posteriormente, una de sus armas experimentales basada en el mismo principio fue mejorada por Jefferis y entró en servicio como el PIAT, recibiendo por esto £25.000.
Blacker se retiró del Ejército Territorial en octubre de 1942.

## Obras publicadas
- On Secret Patrol in High Asia. London: John Murray, 1922.